# SHARE LOCK HOMES
SHARE LOCK HOMES（シェアロックホームズ）は、日本の4人組ダンスボーカルユニット。略称はSLH。ファンの呼称はSLHcrewである。

## 概要
2007年の成人の日、メンバーのYUMAを中心に地元・山口県下関市で結成。過去には遠藤正明や影山ヒロノブといったアニソンシンガーのバックダンサーを務めていた。
2011年に動画投稿サイト「ニコニコ動画」の踊ってみたカテゴリーに動画を初投稿。踊ってみたコンテンツを中心に活動していたが、近年はメンバー自ら楽曲制作に携わりオリジナル楽曲をリリースし、ダンスボーカルグループとして活躍の幅を広げている。
2020年には自社レーベル『What’son Records』を立ち上げ、同年12月23日にはドリーミュージックと提携し、メジャーデビューを果たした。目標は武道館制覇。
グループ名はSHARE HOME（活動当初はメンバーでシェアハウスしていた） と LOCK（グループが得意としていたダンスのジャンル）を組み合わせ並び替えた言葉遊び。

## メンバー
SHARE LOCK HOMES公式サイトのプロフィールをもとに記述 
。

### 現メンバー
| 名前                 | ニックネーム                                 | 生年月日               | 血液型 | 身長        | メンバーカラー      | 出身地       | 備考                |
| -------------------- | -------------------------------------------- | ---------------------- | ------ | ----------- | ------------------- | ------------ | ------------------- |
| YUMA（ユウマ）       | ゆまさん、ゆーまさん、ゆうまくん、ゆーちん   | 1986年9月9日（38歳）   | O型    | 170cm       | レッド              | 山口県下関市 | リーダー            |
| SHIRAHAN（シラハン） | しらはんさん、ハム様、しらはま、らはん       | 1986年10月20日（38歳） | A型    | 174cm       | ブルー              | 山口県下関市 |                     |
| RYO（リョウ）        | りょーちゃん、りょうくん（げーちゃん、しげ） | 1986年4月16日（39歳）  | A型    | 170cm       | ショッキング ピンク | 山口県下関市 | 元リーダー(1ヶ月間) |
| KARASU（カラス）     | カラスくん、カラスさん かーくん              | 1989年4月1日（36歳）   | O型    | 5m (161cm） | ブラック            | 大阪府大阪市 | 2014年3月3日加入    |

#### チーム内ユニット
| ユニット名                                          | ペア             | 略称     |
| --------------------------------------------------- | ---------------- | -------- |
| DoggyStyle（ドギースタイル） ※2013年9月27日結成発表 | YUMA、KARASU     | ドギー   |
| GABURICIOUS（ガブリシャス）                         | YUMA、SHIRAHAN   | ガブリ   |
| 犬顔な2人                                           | YUMA、RYO        | 犬顔     |
| くっそおもんない2人                                 | SHIRAHAN、RYO    | KO2      |
| 右手がコブラ                                        | SHIRAHAN、KARASU | 右コブ   |
| BRITNEY BROTHERS （ブリトニーブラザーズ）           | RYO、KARASU      | ブリブラ |

### 元メンバー
| 名前         | ニックネーム       | 生年月日      | メンバーカラー | 出身地       | 備考                      |
| ------------ | ------------------ | ------------- | -------------- | ------------ | ------------------------- |
| TAKO（タコ） | たこくん、たこさん | 1986年6月13日 | イエロー       | 山口県下関市 | 2013年4月28日（一旦）脱退 |

#### 過去のチーム内ユニット
| ユニット名            | ペア           | 略称     | 備考                               |
| --------------------- | -------------- | -------- | ---------------------------------- |
| 寡黙な2人             | TAKO、YUMA     | 寡黙     |                                    |
| ぺ・ヤングな2人       | TAKO、RYO      | ペヤング | 下関時代のユニット名「たわりっし」 |
| 凸凹（でこぼこ）な2人 | TAKO、SHIRAHAN | 凸凹     |                                    |

#### 過去のチーム外ユニット
| ユニット名       | メンバー                                         | 備考                                                                                    |
| ---------------- | ------------------------------------------------ | --------------------------------------------------------------------------------------- |
| Henbne           | SHIRAHAN,TAKO,Yoshiiie,KUMI                      |                                                                                         |
| ANIXILE          | SLH,影山ヒロノブ,遠藤正明,サイキックラバー,ELISA | 2011年、2017年アニぱら音楽館 EXTREME LIVEのために結成                                   |
| 小鍋（Casppper） | SHIRAHAN,RYO,加藤、のら、れいちぇる              | 虎視眈々のために結成 2022年10月7日開催 OAD ～踊ってみたがあの頃から大好き～にて再度結成 |
| ホムンクルス     | SLH,ATY,いよかん。,that                          |                                                                                         |

## 略歴

### 2007年
1月11日 山口県下関市内で行われた成人式にて結成される。
 

### 2011年
6月23日　ニコニコ動画のコミュニティ開設
7月8日　ニコニコ動画で「右肩の蝶を踊ってみた」を初投稿。
10月5日　公式Twitterアカウント開始。

### 2012年
8月16日-8月17日 舞台「M ACT QUEST ～勇者たもつと屈強なパフォーマー達の魔王への軌跡～」(三鷹芸術文化センター星のホール)にて初演劇舞台
10月16日-19日 アニぱら音楽館 EXTREME LIVE in石巻(10月20日開催)に向かう遠藤正明と共にSHIRAHANが自転車で秋葉原から石巻まで走破。(YUMA,TAKOは車で伴走しサポート。RYOは仕事の都合で不参加。)
10月29日 株式会社ミュージック・コネクションに所属。(終了時期不明)

### 2013年
4月28日 超打ち上げを最後にメンバーのTAKOが脱退。
5月21日 「RAINBOW GIRL（REMIX）ver.Gero feat.ろん」の動画にてKARASUのSLH familyへの加入を発表。
5月29日 初の主催イベントである「WHAT SON HOUSE」(通称：わとち)の開催。
8月24日-27日 初ツアーである「誰も呼んでくれないから勝手に行くしかないじゃないですかツアー」の開催。山口県2日間、大阪、東京の全3ヶ所を巡った。
9月27日「夏に去りし君を想フ」の動画にてYUMA,KARASUのユニットDoggyStyle結成を発表。

### 2014年
3月3日 「Love Timerでチョキチョキしてみた」の動画にてKARASUが正式加入。
 

### 2015年
8月15日 初のオリジナル曲「We are the Future」配信開始
9月12日 初の歌イベント「WHAT SONG FESTA」(通称：わとふぇす)を開催

### 2017年
10月3日 上海で開催されたProject Dance Master(上海華東師範大学体育館)で海外のイベントに初出演。

### 2019年
8月20日 LIVE「DEPARTURE」ファイナルにて、かねてより憧れていたTSUTAYA O-EASTの舞台に立つ。
 

### 2020年
1月13日 赤羽Renyで開催された新春ライブにて音楽レーベル「What‘son Records」創立を発表。
1月14日 公式ファンクラブ「SHARE LOCK HOUSE」開設。
12月23日 ドリーミュージックよりメジャーデビュー。

## ディスコグラフィ

### CD
|                            | 発売日         | タイトル     | 品番 | 収録曲 | 関連イベント                                                                                                 |              |
| インディーズ               | インディーズ   | インディーズ | インディーズ | インディーズ | インディーズ                                                                                                 | インディーズ |
| -------------------------- | -------------- | ------------ | --- | --- | --- | ------------ |
| 1stミニアルバム            | 2015年12月24日 | FUTURE       | | 1. We Are The Future 2. PARADICE 3. Dis ～i Love～ 4. Find you 5. 愛を唄え 6. 笑顔コレクター with HI-D, that, カケリネ, DJ Hack ※初回ロットのみNo.3と4の曲順が逆                                                             | 仙台、名古屋、福岡、北海道、東京にて「WHAT SONG JAPAN」                                                      |              |
| GABURICIOUSミニアルバム    | 2018年2月10日  | Bite!!!      | | 1.Bite!!! 2.田舎魂 3.Back In The Day 4,二つの扉 5.騒ぎ出す風 6.Thx～てんくす～ | 四谷Lotus「イタダキマス。」                                                                                  |              |
| 2ndミニアルバム            | 2019年2月9日   | MUSICATION   | | 1.NAKED 2.MUSICATION 3.Mellow Mellow 4.Lie word 5.Shooting Star Love 6.Star Light Bright 7.Super Summer Days8.SATISFY 9.letter song ～君と僕を繋ぐ歌～ 10.Star Light Bright (REMIX) 11.Super Summer Days (REMIX)             | 福岡、大阪、仙台、東京にて “勝手にインストア”と銘打ったLIVEイベントを開催 各地方ごとにメンバーが店長に扮した |              |
| 1stフルアルバム            | 2020年4月1日   | FRONTIER     | type Y:WHAT-001 type K:WHAT-002 type S:WHAT-003 type R:WHAT-004 | 1.Take it Easy 2.一撃SNIPER 3.カチカチマウンテン 4.宝物 5.freaky lady feat. Lowland Jazz 6.BIG UP STAGE 7.Only One 8.Skit 9.Battle of the Tokyo feat. ANATASHIA 10.カ）DENSHI 11.ぶっ叩く！！ 12.KEDO☆DEMO 13.Make You Smile | 関東、関西圏にて インストアイベントを開催                                                                    |              |
| メジャー                   |                |              | | | |              |
| 1stシングル                | 2020年12月23日 | パリ↓↑パニ   | 初回限定版(CD+DVD) type Y:MUCD-9143/4 type K:MUCD-9145/6 type S:MUCD-9147/8 type R:MUCD-9149/50 通常版(CD+ブックレット) type Y:MUCD-5378 type K:MUCD-5379 type S:MUCD-5380 type R:MUCD-5381 type N:MUCD-5382 | 1.パリ↓↑パニ 2.うらしまハロー | 同日、念願のメジャーデビューとともに リリースイベントを開催                                                  |              |
| 2ndシングル                | 2021年3月31日  | おかえり桜   | type N:MUCD-5383 type Y:MUCD-5384 type K:MUCD-5385 type S:MUCD-5386 type R:MUCD-5387 | 1.おかえり桜 2.Tuesday night fever | 東京、大阪、名古屋にて リリースイベントを開催                                                                |              |
| デジタルカバーミニアルバム | 2021年9月2日   | ヒポポタマス | | - 1.少年ハート(HOME MADE 家族) - 2.ココロオドル(nobodyknows+) - 3.GO!!!(FLOW) - 4.桃源郷エイリアン(serial TV drama) - 5.*〜アスタリスク〜(ORANGE RANGE)                                                                      | |              |
| 1stメジャーアルバム        | 2021年12月15日 | JACK         | MUCD-8152/3:初回限定盤 MUCD-1473:通常盤 | 1. #1 Way Road 2. K13 3. チェリオ! 4. Spanky Funky Sound 5. feel so good 6. 犬 7. EE☆YAN 8. パリ↓↑パニ 9. 3年、、、寝たろう!? 10. 来シ方 11. おかえり桜                                                                      | |              |
| ミニアルバム               | 2022年7月13日  | jumble       | - Type-N:MUCD-1487 - Type-Y&K:MUCD-1488 - Type-S&R:MUCD-1489 | 1. アクセル!! 2. roll-up 3. ふたりばなし 4. ARAI 5. GURU | |              |
| ミニアルバム               | 2023年2月22日  | switch       | | 1. 直感フォーリンLOVE feat.Gero 2. TRAP -罠- feat.+α/あるふぁきゅん。 3. Screnity feat.luz 4. ←ESREVER feat.チェゴ 5. コイノウタ feat.超学生                                                                                 | |              |

### 配信限定
| 発売日         | タイトル                            | 収録曲                                                            | レーベル         | 備考                   |
| -------------- | ----------------------------------- | ----------------------------------------------------------------- | ---------------- | ---------------------- |
| 2020年1月14日  | Make You Smile                      | Make You Smile                                                    | WHAT'SON RECORDS | iTunes先行配信         |
| 2020年2月14日  | Battle of the Tokyo feat. ANATASHIA | Battle of the Tokyo feat. ANATASHIA                               | WHAT'SON RECORDS | iTunes Apple Music     |
| 2020年3月14日  | 一撃SNIPER                          | 一撃SNIPER                                                        | WHAT'SON RECORDS | ドワンゴジェイピー     |
| 2021年9月2日   | ヒポポタマス                        | 少年ハート,ココロオドル,GO!!!,桃源郷エイリアン,＊～アスタリスク～ | DREAMUSIC        | 配信カバーミニアルバム |
| 2021年10月11日 | #１ Way Road                        | #１ Way Road                                                      | DREAMUSIC        |                        |
| 2021年11月11日 | チェリオ！                          | チェリオ！                                                        | DREAMUSIC        |                        |
| 2021年12月11日 | 3年、、、寝たろう!?                 | 3年、、、寝たろう!?                                               | DREAMUSIC        |                        |
| 2022年6月27日  | アクセル!!                          | アクセル!!                                                        | DREAMUSIC        |                        |
| 2023年2月8日   | 直感フォーリンLOVE feat. Gero       | 直感フォーリンLOVE feat. Gero                                     | DREAMUSIC        |                        |
| 2023年8月5日   | 天晴れ!エクストリーム忍者           | 天晴れ!エクストリーム忍者                                         | DREAMUSIC        |                        |

### タイアップ曲
| 楽曲                                | タイアップ |
| ----------------------------------- | --- |
| Make You Smile                      | テレビ朝日系『BREAK OUT』2020年2月度前半オープニング・トラック                                                                                       |
| Battle of the Tokyo feat. ANATASHIA | テレビ朝日系『BREAK OUT』2020年2月度後半オープニング・トラック                                                                                       |
| カチカチマウンテン                  | TBS系『有田ジェネレーション』2020年4月度エンディング                                                                                                 |
| パリ↓↑パニ                          | TBS系「CDTVサタデー」2020年12月度エンディング エフエム岩手「夕刊ラジオ」12月度エンディングテーマ 栃木放送「Deli POPS」 12月度エンディングテーマ      |
| おかえり桜                          | テレビ神奈川（tvk）「関内デビル」2021年4月エンディング                                                                                               |
| #1 Way Road                         | KBCラジオ「マイナビスペシャル 第75回福岡国際マラソン実況中継」テーマ曲 「推し事へあぴん」CMソング                                                    |
| チェリオ！                          | TBS系「王様のブランチ」2021年12月度エンディング BS11「アプリ学院」2021年12月度エンディング NBC長崎放送「MUSIC WOLF TV」2022年1月度オープニングテーマ |
| 来シ方                              | フジテレビ系「Love Music」2022年1月度エンディング |
| 天晴れ！エクストリーム忍者          | テレビアニメ『ニンジャラ』エンディングテーマ |

### ミュージックビデオ
| 公開日 | 公開日   | 曲名                               |
| ------ | -------- | ---------------------------------- |
| 2015年 | ８月15日 | We Are The Future                  |
| 2015年 | ８月23日 | PARADICE                           |
| 2015年 | 11月７日 | Dis ～I Love～                     |
| 2015年 | 12月22日 | 愛を唄え                           |
| 2016年 | ７月10日 | Star Light Bright -Short Ver.-     |
| 2016年 | ７月15日 | Super Summer Days -Short Ver.-     |
| 2017年 | ２月14日 | SATISFY                            |
| 2019年 | 12月８日 | WALL BREAK                         |
| 2019年 | 12月15日 | Paint Your World                   |
| 2020年 | １月14日 | Make You Smile                     |
| 2020年 | ２月14日 | BATTLE OF THE TOKYO feat.ANATASHIA |
| 2020年 | ３月14日 | 一撃SNIPER                         |
| 2020年 | ４月５日 | カチカチマウンテン                 |
| 2020年 | 12月23日 | パリ↓↑パニ                         |
| 2021年 | ３月14日 | おかえり桜                         |
| 2021年 | 10月11日 | ＃1 Way Road                       |
| 2021年 | 11月11日 | チェリオ！                         |
| 2021年 | 12月15日 | 来シ方                             |
| 2022年 | １月11日 | ３年、、、寝たろう！？             |
|        | 6月27日  | アクセル!!                         |

### 映像作品

#### ライブ映像関連
| No | 発売日        | タイトル                                             | 販売形態 | 品番        |
| -- | ------------- | ---------------------------------------------------- | -------- | ----------- |
| 1  | 2020年11月1日 | DEPARTURE                                            | DVD      |             |
| 2  | 2021年2月14日 | おんぎゃーツアー ～SLHは産まれたばっかり～ファイナル | DVD      | MUBD-1086/7 |

#### バラエティDVD
| No | 発売年     | タイトル                    | 販売形態 | 備考                                           |
| -- | ---------- | --------------------------- | -------- | ---------------------------------------------- |
| 1  |            | RIDE ON☆                    | DVD      | オリジナルDVD第1弾                             |
| 2  |            | COLOR                       | DVD      | オリジナルDVD第2弾                             |
| 3  |            | Whatson Tour 09             | DVD      | オリジナルDVD第3弾                             |
| 4  |            | LIFE STYLE                  | DVD      | 約2時間、ダンス＆企画DVD第1弾                  |
| 5  | 2011年     | SLHみちのく四人旅～遠野編～ | DVD      | 企画DVD第2弾 河童DVD                           |
| 6  | 2011年8月  | 福重亮の喧嘩上等            | DVD      | RYO                                            |
| 7  | 2014年1月  | キャプテン小池              | DVD      | YUMA                                           |
| 8  |            | SLHあてのない旅in栃木       | DVD      | SLHTVの再編集版                                |
| 9  | 2014年12月 | KARASU BOOT CAMP            | DVD      | KARASU                                         |
| 10 | 2016年6月  | SHOW                        | DVD      | SHIRAHAN                                       |
| 11 | 2016年6月  | BACKSTAGEPASS               | DVD      | What Song JapanツアーDVD、バックステージパス付 |
| 12 | 2019年2月  | 伝説の頭 亮                 | DVD      | RYO                                            |

## 出演

### テレビ
過去の出演番組
NHK
- 沼にハマってきいてみた　「踊り手沼2」(2020年1月27日）
- 沼にハマってきいてみた　「踊り手沼3」(2020年10月5日)

日本テレビ
- バズリズム02　「Error」YUMA,KARASU(2018年1月26日)
- バズリズム02　「あの人ランキング」(2021年3月19日、26日、4月2日、16日)
- バズリズム02　「おかえり桜」(2021年4月9日)

テレビ朝日
- BREAK OUT　「This month Artist」(2020年3月4日、11日、18日、25日)
- BREAK OUT　「NEWSコーナー」(2020年4月1日)

TBS
- 開運音楽堂　「カチカチマウンテン」(2020年5月9日)

TOKYO MX
- MUSIC B.B.「B.B.NEWS」(2017年7月27日,8月31日)　※DMM.yell企画
- MUSIC B.B. 「B.B.HEADLINE」(2020年4月15日、22日、6月27日)
- MUSIC B.B. 「MY うたレコメン とっておき 3選 #1102」SHIRAHAN(2020年5月13日)
- うたなび！ ＃６３２ピックアップコーナー(2020年5月15日)
- MUSIC B.B. 「B.B.HEADLINE～NEWS～ #1103」(2020年5月20日)
- 音ボケPOPS　YUMA,SHIRAHAN(2020年6月13日)
- MUSIC B.B. 「B.B.PLAYLIST」(2021年1月6日,27日)
- WONDER WHEEL (2021年5月8日)　3月16日にYoutubeの配信ライブの再編集版。

テレビ埼玉
- むすたま。(2015年10月4日)

tvk
- ありがとッ！ (2011年11月22日)

- 関内デビル ウィークリーゲスト(2021年3月29日-4月2日)

テレビ愛知
- a-NN (2021年1月31日)

SBC信越放送
- MiXxxxx+ (2020年11月26日)

MBS毎日放送
- +music (2021年1月18日)

読売テレビ
- 音力-onchika- (2020年12月24日)

KBS京都
- Music Crossroad (2021年1月10日,16日,17日,31日)

KKTくまもと県民テレビ
- ミッドナイトプロムナード (2020年12月28日-2021年1月7日)

キッズステーション
- アニぱら音楽館 EXTREME LIVE 2008(2008年8月10日) 5月6日開催[23]
- アニぱら音楽館 10thAnniversary EXTREME LIVE 2011(2011年5月31日) 3月6日開催
- アニぱら音楽館～KAGEYA-MATSURI～(2017年6月25日)　5月7日に豊洲PITで開催

MUSIC ON! TV
- 「ZOOM UP!」MONTHLY ZOOM UP!(2021年2月17日)
- 「ZOOM UP!」MONTHLY ZOOM UP!(2021年4月7日,21日)

### ラジオ
現在の出演番組
レギュラー番組
- それっちゃ！ホゲホゲ！（fm yokohama：毎週火曜深夜 25:00～25:30）（2021年1月5日～）[33]

フリースタイルトーク型ラジオバラエティー。
基本はメンバーのRYOがメインMCを務めており、RYO以外のメンバーが交代で担当している。
Twitterでは「#それホゲ」でツイートがあがり、ファンの間で親しまれている。
- クリエイターズ・スタジオ with ボカコレ（JFNラジオ系列局（全国19局ネット）：毎週水曜 21:00～21:55）[34]

好きなこと、語りたいことを発信していく生放送スタイルのラジオ。
初回放送(2021年4月7日)のみメンバー4人で放送したが、その後は交代制の2人ずつで担当している。
「マイバズ ウィークリー！：一週間のうちに琴線に触れた出来事をランキング形式で発表するコーナー」
「MY MJS(モストジェラシーの略称)：SLHメンバーが同業者・他業者関係なく思わず嫉妬したことを発表するコーナー」がある。
JFNラインネット番組(ジャパンエフエムネットワーク制作)のBラインのため、SLHが拠点とする東京都とその周辺地区(TOKYO FM)では放送されていない。
- キャッチ！（e-radio FM滋賀、2021年3月2日～）レギュラーコーナー

過去の出演番組
カモンFM
- 番組名不明(2013年11月22日 20時～) YUMA,KARASU
- DoggyStyleのSoulnight(2013年12月13日?～2020年11月14日)　毎週第2・5金曜レギュラー YUMA,KARASU
- はい！からっと横丁NOW　公開生放送(2015年5月2日)
- BEAT EMOTION(2015年10月3日[36]～2020年3月7日)毎週第1土曜レギュラー SHIRAHAN,RYO
- ゴールデンウィークスペシャル　公開生放送(2016年5月5日)

STVラジオ
- まるごと！エンタメ〜ション（2021年4月30日）　KARASU

HBCラジオ
- カーナビラジオ午後一番！（2021年1月22日）

- アフタービート（2021年1月8日）

FM NORHTWAVE
- GOGO RADIO（2021年1月11日）

新潟県民FM PORT
- WEEKEND COLOR(2020年4月4日)

BSN新潟放送
- 中澤卓也のMUSIC HOUR!【＃１１３】(ネット：YBC,SBC,RKB,MRO,KNB、2020年5月30日)

NACK5
- カメレオンパーティー（2021年4月18日）　RYO,KARASU

Bay FM
- BRAND NEW HOT SHOT（2021年3月23日）　RYO,KARASU

FM yokohama
- Tresen（2021年5月17日-20日）

FM FUJI
- A DAWNING REVOLUTION（2021年1月1日）

FM AICHI
- アスナル金山presents SOLIDEMO × アスナルトレジャー（2021年1月1日）12/16公開録音

ZIP-FM
- LACHIC CENTURY SESSION（2020年12月24日）SHIRAHAN,KARASU

e-radio FM滋賀
- キャッチ！（2020年12月9日）

FM三重
- ゲツモク（2020年12月14日）YUMA・RYO
- ゲツモク（2021年4月13日）

α-Station FM京都
- SUNNYSIDE BALCONY（2020年12月9日）SHIRAHAN・RYO

ABCラジオ
- 下埜正太のショータイムレディオ（2020年12月25日）

MBSラジオ
- DJ KO-TAROの＋MUSICレディオ（2020年12月28日）

FM大阪
- MUSIC BIT（2020年12月21日）

FM山口
- Pure Morning（2020年12月21日）

FM佐賀
- Gat’s Morning！（2020年12月28日）

### ネット配信番組
過去の出演番組
Youtube Live
- UBIDAY2017(2017年10月9日) ※Priscopeと同時配信
- UBIDAY2018(2018年10月14日)
- UBIDAY2019(2019年10月6日)
- WONDER WHEEL（2021年3月16日）
- YouTube FanFest（2021年12月11日）

ニコニコ生放送
- 『あるあるCityハーフオープン会見」(2012年4月7日)
- UBIDAY2015(2015年11月3日)
- UBIDAY2016(2016年11月3日)
- Wアルバム「FRONTIER」リリース記念 最速視聴＆生解説特番（2021年3月31日）
- 踊ってみた THE NEXT WORLD 第4回（2021年1月16日） SHIRAHAN
- 踊ってみた THE NEXT WORLD 第8回（2021年5月12日） RYO
- 踊ってみた THE NEXT WORLD 第9回（2021年6月9日） SHIRAHAN,RYO
- 踊ってみた THE NEXT WORLD 第10回（2021年7月14日）KARASU
- 踊ってみた THE NEXT WORLD 第13回（2021年10月16日）

### その他
- Gero  MV『DREAMER』バックダンサー
- GARNiDELiA 『Error』Music Video YouTube Edit ver. バックダンサー（YUMA,KARASUのみ）
- GARNiDELiA 『G.R.N.D.』Music Video YouTube Edit ver. バックダンサー